# Corie Blount
Pour les articles homonymes, voir Blount.
Corie Blount, né le 4 janvier 1969 à Monrovia en Californie, est un ancien joueur américain de basket-ball. Il évoluait au poste d'ailier fort.